# 熊本県道231号託麻北部線
熊本県道231号託麻北部線（くまもとけんどう231ごう たくまほくぶせん）は、熊本県熊本市東区から熊本市北区に至る一般県道である。

## 概要

### 路線データ
- 起点：熊本県熊本市東区石原1丁目（熊本県道145号瀬田熊本線交点）
- 終点：熊本県熊本市北区四方寄町（四方寄町交差点、国道3号交点）

## 歴史
- 1993年（平成5年）5月11日 - 建設省から、県道託麻北部線の一部を熊本大津線として主要地方道に指定される[1]。
- 2023年（令和5年）3月17日 - 熊本市東区石原町 - 吉原町のバイパス区間 (390 m) が開通する[2]。

## 路線状況

### 重複区間
- 熊本県道337号熊本菊陽線（熊本市北区龍田町弓削・龍田町弓削交差点 - 熊本市北区龍田弓削1丁目）
- 国道3号 熊本北バイパス（熊本市北区麻生田2丁目・岩倉交差点 - 熊本市北区麻生田1丁目・麻生田交差点）
- 熊本県道49号熊本大津線（熊本市北区清水新地2丁目・新地4丁目交差点 - 熊本市北区飛田4丁目）
- 熊本県道37号熊本菊鹿線（熊本市北区八景水谷1丁目 - 合志市須屋・合志市須屋交差点）

## 地理

### 通過する自治体
- 熊本市（東区 - 北区）
- 合志市
- 熊本市（北区）

### 交差する道路
| 交差する道路                                  | 市町村名 | 市町村名 | 交差する場所  | 交差する場所          |
| --------------------------------------------- | -------- | -------- | ------------- | --------------------- |
| 熊本県道145号瀬田熊本線                       | 熊本市   | 東区     | 石原1丁目     | 起点                  |
| 熊本県道207号瀬田竜田線                       | 熊本市   | 北区     | 龍田町弓削    | 龍田町弓削交差点      |
| 熊本県道337号熊本菊陽線 重複区間起点          | 熊本市   | 北区     | 龍田町弓削    | 龍田町弓削交差点      |
| 熊本県道337号熊本菊陽線 重複区間終点          | 熊本市   | 北区     | 龍田弓削1丁目 |                       |
| 国道3号 / 熊本北バイパス 重複区間起点         | 熊本市   | 北区     | 麻生田2丁目   | 岩倉交差点            |
| 国道3号 / 熊本北バイパス 重複区間終点         | 熊本市   | 北区     | 麻生田1丁目   | 麻生田交差点          |
| 熊本県道49号熊本大津線 重複区間起点           | 熊本市   | 北区     | 清水新地2丁目 | 新地4丁目交差点       |
| 熊本県道37号熊本菊鹿線 重複区間起点           | 熊本市   | 北区     | 八景水谷1丁目 |                       |
| 熊本県道37号熊本菊鹿線 重複区間終点           | 合志市   | 合志市   | 須屋          | 合志市須屋交差点      |
| 国道387号 熊本県道49号熊本大津線 重複区間終点 | 熊本市   | 北区     | 飛田4丁目     | 飛田4丁目交差点       |
| 国道3号                                       | 熊本市   | 北区     | 四方寄町      | 四方寄町交差点 / 終点 |

### 交差する鉄道
- 豊肥本線
- 熊本電気鉄道菊池線

### 沿線
- JR九州豊肥本線 武蔵塚駅
- 熊本市立清水中学校
- 熊本市立城北小学校
- 熊本電気鉄道菊池線
  - 堀川駅 - 新須屋駅
- 北区役所龍田出張所